# HR 4796
HR 4796 هو نظام نجمي ثنائي في كوكبة قنطورس الجنوبية. تضعه قياسات التزيح على مسافة 235 سنة ضوئية (72 فرسخ نجمي) ضوئية من الأرض . يحتوي مكوّن هذا النظام على مسافة فاصلة زاويّة تبلغ 7.7 ثانية قوسية ، والتي تعادل المسافة المقدرة لكل منهما لحوالي 560 وحدة فلكية (AU) ، أو 560 ضعفًا للمسافة بين الأرض والشمس (1 وحدة فلكية) . النجمة وحلقتها تشبه العين ، وتعرف أحيانًا بلقب " عين سورون ".

## العناصر
هذا نظام نجمي ثنائي حديث العمر يقدر بحوالي 8 ملايين سنة. العضو الأساسي A لديه تصنيف نجمي A0 V ، بينما رفيقه الأصغر B هو قزم أحمر بتصنيف M2.5 V. تشير فئة اللمعان لـ "V" إلى أن كلا النجمين ينتميان إلى التسلسل الرئيسي ويقومان بتوليد الطاقة من خلال الاندماج الحراري النووي للهيدروجين في قلبهما. النجم الرئيس ينبعث منه هذه الطاقة من غلافه الخارجي عند درجة حرارة فعالة تبلغ حوالي 9378  درجة كلفن ، مما يعطيها اللون الأبيض المميز للنجوم من النوع A. يبلغ نصف قطره حوالي 168٪ من نصف قطر الشمس و يبلغ كتلته 218٪ بالنسبة إلى كتلة الشمس . بالمقارنة ، النجم الثانوي لديه 30٪ فقط من الكتلة الشمسية. تتشابه وفرة العناصر غير الهيدروجين أو الهيليوم ، والتي يطلق عليها علماء الفلك بمعدنية النجم ، مع النسبة الموجودة في الشمس.

## قرص الحطام
في عام 1991 وُجد أن النجم الرئيسي يحتوي على فائض من انبعاث الأشعة تحت الحمراء ، مما يعني أن لديه قرص حطام نجمي . أشارت المشاهدات باستخدام مطياف الأجسام المتعددة القريبة من الأشعة تحت الحمراء الموجودة على متن تلسكوب هابل الفضائي في عام 2007 إلى أن الغبار له طيف ضارب إلى الحمرة مشابه لطيف الثولين . تم تحليل ضوء القرص باستخدام تلسكوب هابل الفضائي في عام 2009 ، مما يؤكد وجود الثولين. بناءً على هذه الصور ، يبلغ نصف قطر القرص 75 وحدة فلكية وعرض أقل من 18.5 وحدة فلكية . قد يكون له بعض التباينات ويبدو أن المركز منحرف قليلاً عن النجم نفسه. من المحتمل أن يكون الغبار الموجود في القرص ناتجًا عن تصادم الجسيمات الأكبر حجمًا. في عام 2011 ، أشارت مشاهدات الحلقة التي تم قياسها بواسطة تلسكوب سوبارو إلى أن كوكبًا واحدًا أو أكثر من المحتمل أن يكون موجودًا داخل فجوات تجتذب حبيبات الغبار. لكن بناء على صورة جديدة اجريت في عام 2014 تم تسمية التكوين ومحاذاة حلقة الغبار و HR4796A بـ " عين سورون ".
في عام 2017 ، حددت مجموعة من الفلكيين تستخدم التحليل الطيفي للأشعة تحت الحمراء التابع لناسا / IRTF وسبيتزر لفائض الأشعة تحت الحمراء أن الحلقة الضيقة الساطعة تتكون من مادة متطايرة حمراء مشابهة للمذنبات ، وأن عناك حلقة ثانية من الغبار المنتشر الخافت ، على الأرجح بسبب حلزونية المواد المتسربة من الحلقة كانت موجودة بالقرب من النجم وتتبخر. تم الإعلان عن اكتشاف هيكل غبار معقد يبلغ طوله حوالي 1600 وحدة فلكية ، وتحوي النجم HR 4796A ، وقد نشر ذلك في مارس 2018. يُعتقد أن الهيكل قد تشكل بفعل ضغط ضوء النجوم من HR 4796A الذي يطرد الغبار من قرص الحطام بعيدًا في الفضاء. يمتد الهيكل في اتجاه واحد أكثر من امتداده في الاتجاه الآخر ، ربما بسبب حركة HR 4796A عبر الوسط البين نجمي ، أو تأثير الجاذبية لـ HR 4796B.

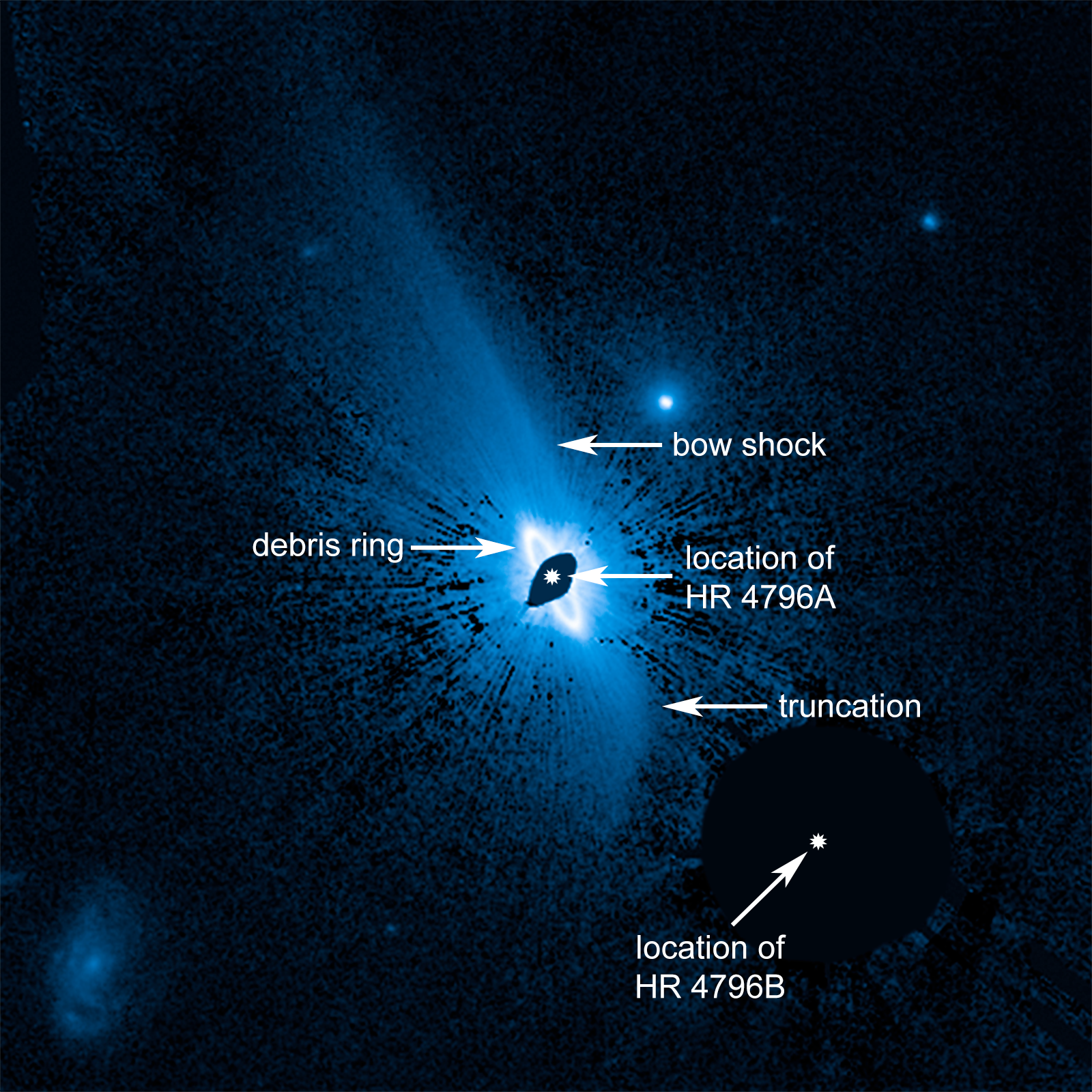
صورة هابل لهيكل الغبار المحيط للنجم HR4796A

## معادلات الحركة
السرعة الفضائية لـ HR 4796 في نظام إحداثيات المجرة هي [U, V, W] = [−8.5, −18.3, −3.6] km s−1 . يشير هذا المسار وموقع النظام إلى أنه قد يكون عضوًا في رابطة TW Hydrae للنجوم التي تشترك في أصل مشترك. قد يكون العضو ذو الكتلة المنخفضة في هذه الرابطة ، والمعروف باسم 2MASS J12354893-3950245 ، مكونًا ثالثًا لنظام HR 4796. إذ أن لديه حركة مناسبة تطابق HR 4796 ، مما يشير إلى أنه مرتبط جاذبيًا بالنجمين الآخرين ، وتفصلها عن الزوجين مسافة حوالي 13500 وحدة فلكية AU.

## أنظر أيضا
- فيجا
- نجم ثنائي HD 139139

## روابط خارجية
- "Birth of a solar system?". سي إن إن. 21 أبريل 1998. مؤرشف من الأصل في 2023-02-07. اطلع عليه بتاريخ 2008-09-10.
- "HR 4796". مؤرشف من الأصل في 2023-02-07. اطلع عليه بتاريخ 2008-09-10.